# Diecéze radomská
Diecéze radomská (latinsky Dioecesis Radomensis, polsky Diecezja radomska) je římskokatolická diecéze v Polsku, se sídlem v Radomi, kde se nachází katedrála Ochrany P. Marie Je součástí čenstochovské církevní provincie, je tudíž sufragánní vůči arcidiecézi čenstochovské. 

## Stručná historie
V rámci reorganizace polské diecézní struktury papež Jan Pavel II. vydal dne 25. března 1992 bulu Totus Tuus Poloniae populus, kterou vytvořil radomskou diecézi, vzniklou rozdělením Diecéze sandoměřsko-radomské.